# Tanon (Tanon)
Tanon is een bestuurslaag in het regentschap Sragen van de provincie Midden-Java, Indonesië. Tanon telt 4130 inwoners (volkstelling 2010).